# Soera De Vertelling
Soera De Vertelling is een soera van de Koran.
De soera is vernoemd naar de vertelling rondom Musa. Ook wordt verhaald over Karun. De soera begint met een onbekende, onvertaalbare lettercombinatie.

## Bijzonderheden
Ayat 52 t/m 55 zouden zijn geopenbaard in Medina en aya 85 zou zijn geopenbaard tijdens de hidjra in Al-Djuhfa. Het verhaal van Karun (Korach) is ook terug te vinden in Numeri 16. In de soera wordt gesproken over Haman aan het hof van de farao in Egypte. In het Bijbelboek Esther wordt er echter gesproken over Haman die leeft in het Perzische Rijk.

## Inhoud
Ayat 3-40 gaan over Musa. Er wordt verhaald hoe hij als kind in een mandje wordt gelegd en vervolgens wordt gevonden door de mensen van de farao. De vrouw van de farao stelt voor Musa te adopteren. Musa weigert alle zoogmoeders. Musa's zus stelt voor Musa te brengen bij een familie die voor hem kan zorgen. Zodoende wordt Musa aanvankelijk door zijn eigen familie opgevoed. Musa groeit op en neemt toe in wijsheid en kennis. Op een dag ziet hij twee mannen die aan het vechten zijn. Een van behoort tot het volk van Musa. Musa duwt de andere man waardoor hij sterft. Als hij de volgende dag weer iemand van zijn volk wil helpen, vraagt iemand of Musa hem wil vermoorden zoals hij de dag daarvoor deed. Een man komt aangesneld en informeert Musa dat de leiders hem willen vermoorden en adviseert hem de stad te verlaten. Vervolgens vlucht Musa naar Midjan. Daar helpt hij twee vrouwen bij het putten van water. Hun vader is hier erg dankbaar voor en zegt tegen Musa dat hij met een van zijn dochters mag trouwen als hij acht jaar voor hem werkt. Na deze acht jaar vervuld te hebben, stuit Musa op een vuur terwijl hij met zijn familie aan het reizen is. Als hij tot dit vuur nadert, wordt hij door Allah toegesproken. Musa wordt bevolen zijn staf op de grond te gooien, waarna deze in een slang verandert. Daarna moet hij zijn hand in zijn kraag doen. Als hij deze eruit haalt, is die wit geworden. Als Musa en zijn broer Harun bij de farao de tekenen laten zien, worden ze ervan beschuldigd magie te gebruiken. De farao verklaart dat hij de enige god is en vraagt Haman een hoge toren voor hem te bouwen zodat hij de God van Musa kan aanschouwen. Bij de uittocht uit Egypte worden de farao en zijn soldaten in de zee geworpen.
Ayat 76-82 gaat over Karun (Korach). Hij wordt omschreven als iemand die arrogant is tegen zijn volksgenoten, de Israëlieten. Hij is van mening dat hij zijn rijkdom aan zichzelf te danken heeft, en niet aan Allah. Hij wordt gestraft doordat Allah hem en zijn familie doet opslokken door de aarde.